# Cero (nummer van Álvaro Soler)
Cero is een single van de Spaans-Duitse zanger Álvaro Soler. Het nummer kwam uit op 27 september 2024. Het werd geschreven in november 2023 in Barcelona door Soler samen met David Lemaitre, en werd geproduceerd door Soler in samenwerking met Lemaitre en Michael Burek.

## Achtergrond van het nummer
De inspiratie om het nummer Cero te schrijven deed Soler op toen hij in maart 2020 het Keniaanse dorpje LogLogo bezocht, gelegen dicht bij het Marsabit National Park in het noorden van Kenia. Daar ontmoette hij een Keniaans vrouwenkoor, genaamd het Namayana Women's Choir, en die zongen hem een verwelkomingslied in hun moedertaal, het Rendille. Dit lied inspireerde hem jaren later om het nummer Cero te schrijven. De opname van het oorspronkelijke lied gezongen door het Namayana Women's Choir gebruikte Soler later, weliswaar aangepast, als akkoorden in zijn nummer Cero om een speciale sfeer te creëren. Bij het schrijven van de lyrics van Cero werd Soler ook geïnspireerd door het huidige politieke en sociale klimaat, en in het bijzonder door de zaken die niet goed gaan in deze wereld. Hij zingt namelijk dat we beter helemaal opnieuw van nul zouden beginnen om een betere wereld uit te bouwen.

## Videoclip
De officiële videoclip van Cero werd gefilmd op de Monegrossteppe in Spanje, en ging in première op YouTube op 27 september 2024.